# Collectie Anton en Annick Herbert
De Collectie Anton & Annick Herbert is een private beeldende kunstverzameling van het Gentse echtpaar Anton (1938-2021) en Annick Herbert. Voor hen was verzamelen van kunst eerder een levenshouding dan inspelen op een hype.

## Toelichting
Anton Herbert was de zoon van kunstverzamelaar Tony Herbert wiens verzameling bestaat uit kunstwerken van het Vlaamse expressionisme. De collectie van Anton omvat een verzameling plastische kunst van 1968 tot 2000 met conceptuele kunst, de arte povera en het minimalisme en is het resultaat van een subjectieve keuze en het gevolg van een persoonlijke visie. Kunst van de Nieuwe Wilden en popart komen niet voor in de collectie. 
De kunstcollectie bestaat uit werk van Carl André, Bruce Nauman, Donald Judd, Dan Graham, Gerhard Richter, Sol Lewitt, Arnulf Rainer, A.R. Penck, Daniel Buren, André Cadere, Stanley Brown, Hanne Darboven, Gilbert & George, Douglas Huebler, Ed Rucha, Robert Barry, Niele Toroni, Robert Ryman, Robert Smithson, Ian Wilson, On Kawara, Art & Language, Joseph Kosuth, Richard Long, Marcel Broodthaers, Lawrence Weiner, Jan Dibbets en Jannis Kounellis, Luciano Fabro, Giovanni Anselmo, Mario Merz, Giulio Paolini, Michelangelo Pistoletto. Ook is er werk van de jongere generatie zoals Jean Marc Bustamante, Reinhard Mucha, Didier Vermeiren, Jan Vercruysse, Rodney Graham, Thomas Schütte, John Baldessari, Mike Kelley, Martin Kippenberger, Franz West en Heimo Zobernig.
Ontmoetingen met kunstkenner Rudi Fuchs en twee invloedrijke galeriehouders Konrad Fischer uit Keulen en Fernand Spillemaeckers uit Brussel bepaalden de verdere richting van de uitbouw van de collectie. De verzamelaar onderhield nauwe banden met de kunstenaar wiens werk in de collectie terechtkwam. Hij kocht ook heel selectief aan. De verzamelaar is geboeid door de nieuwe manier van denken die achter de kunstwerken schuilgaat. De collectie werd al enkele malen ontsloten via tijdelijke tentoonstellingen in Eindhoven, Luxemburg, Barcelona en Graz.
Het echtpaar was er zich van bewust dat een dergelijke kunstcollectie een bijzondere ruimte vereist en geen klassieke decoratieve presentatie verdraagt. Daartoe vonden zij in 1982 een geschikt gebouw met annex een woonruimte.
Daniel Buren bracht in 1986 tijdens het project Chambres d'Amis van Jan Hoet zijn streepjesbehang aan in de gastenkamer van de kunstverzamelaars te Gent. Gevraagd naar hun motivatie om kunst te verzamelen antwoordden zij: "Het is een ongelofelijke verrijking op gebied van kennis en creativiteit. Wij hebben een visie ontwikkeld op kunst van onze tijd en wij hebben geleerd om verder te kijken dan ons eigen land". Verder weet hij dat Vlaamse verzamelaars vandaag iets betekenen in de internationale kunstwereld. 
Op het einde van de jaren 1990 wordt beslist om de verzameling af te ronden en geen nieuwe kunstenaars meer op te nemen. Het bestaande ensemble wordt vanaf dan uitgediept aan de hand van een uitgebreid omkaderend archief.
Medio oktober 2011 werd bekend dat de verzamelaar vijfendertig werken zou laten veilen bij Christie's in New York. Met de opbrengst wilde men een Gents kunstcentrum in een industrieel pand aan de Coupure vlak bij de Watersportbaan financieren; het Herbert Art Center. De kunstwerken zouden daar museale allure krijgen door de kwaliteit van het gebouw. Men wilde ook via een educatief programma de kunst van de periode 1960-1990 beter kenbaar maken en plande ook een archief. 
Op 9 november 2011 werden een aantal werken bij Christie's ter veiling aangeboden, minimalistische en conceptuele kunst van de jaren zeventig van de 20e eeuw waaronder werk van Carl André, Bruce Nauman, Gerhard Richter, Sol LeWitt, Mike Kelley en Mario Merz.
Anton Herbert is in Gent op 7 december 2021 overleden.

## Herbert Foundation
In 2008 werd een stichting genaamd de Herbert Foundation opgericht om de collectie in onder te brengen. De gebouwen waarin de stichting is ondergebracht, behoorden toe aan het ‘Atelier Van den Kerchove’, een bedrijf dat in 1825 werd opgericht en zich specialiseerde in de bouw van ‘Corliss’ stoommachines. De atelierruimtes zijn gebouwd in rode baksteen en dateren van het einde van de 19de eeuw. In 2011 werd aangevangen met de renovatie van de loods en met de ontwikkeling van een 2000 m² grote tentoonstellingsruimte, uitgestrekt over twee verdiepingen. Medio juni 2013 vond de kunstcollectie van de stichting daar zijn vaste stek aan de Coupure Links 627A te Gent. De eerste tentoonstelling die de deuren opende voor het publiek vond plaats in datzelfde jaar en droeg als titel ‘As if it Could. Ouverture’.
Naast die collectie heeft de stichting ook een archief.  Het bevat een verscheidenheid aan documenten: tekeningen, edities, kunstenaarsboeken, tentoonstellingscatalogi en publicaties, tijdschriften, uitnodigingskaarten, posters, foto’s en video’s. Ook kunstenaars van wie geen werk tot de collectie  behoort, zoals Bas Jan Ader, Dieter Roth, Günter Brus of Richard Prince, zijn in het archief vertegenwoordigd.